# Anita Ganeri
Anita Ganeri (Calcuta, India, 1961) es la autora de la galardonada serie Esa Horrible Geografía y muchos otros libros no ficcionales para niños.
Tras emigrar su familia a Europa, Ganeri asistió a la escuela primaria y secundaria en Inglaterra. Es licenciada de la Universidad de Cambridge,graduada en estudios franceses/alemanes e indios.
Ganeri ha estado trabajando por muchos años como editora, y como gerente de derechos extranjeros. También ha venido realizando investigaciones para sus libros de la serie Esa horrible geografía. En total, ha escrito más de 300 libros.
Reside en Yorkshire del Oeste, Inglaterra.

## Publicaciones selectas
- Guía para jóvenes de la orquesta.
- Vida:El libro del cuerpo humano, que vive y respira.
- Serie de Esa Horrible Geografía.
- Me pregunto por qué el mar es salado: y otras preguntas sobre los océanos.
- Preguntas y respuestas: Mundo Salvaje, Parragon 2001.
- Textos sagrados: El Ramayana y otros textos hindúes.
- Guía del crecimiento de una niña inteligente.
- Tamaño natural de la vida: Océano.
- Creadores de la historia del siglo XX: Martin Luther King Jr.

## Reconocimientos
- 1999: Medalla de plata de la Real Sociedad Geográfica Canadiense.
- 1999: Medalla de plata de la Asociación Geográfica para  Horrible Geografía: Océanos Odiosos, Volcanes Violentos y Clima Tormentoso"/>
- 2008:El libro Horrible geografía: La horrible geografía del mundo obtiene el título de Altamente Recomendado por parte de la Asociación Geográfica.[4]